# Of Mice and Sand
Of Mice and Sand (Sabaku no Nezumi Dan!) est un jeu vidéo de stratégie en temps réel développé par CIRCLE Entertainment et édité par Arc System Works, sorti en 2016 sur Nintendo 3DS puis sur Windows, Nintendo Switch et PlayStation 4 avec le sous-titre Revised.

## Accueil
- 4Players : 65 % (Switch)[1]
- IGN Espagne : 6,5/10 (Switch)[2]
- Nintendo Life : 7/10 (Switch)[3]